# Ouranopithecus macedoniensis
Ouranopithecus macedoniensis é uma espécie de hominídeo do gênero Ouranopithecus. Os seus fósseis foram encontrados na Grécia.